# 山口天使幼稚園
山口天使幼稚園（やまぐちてんしようちえん）は、山口県山口市にある私立幼稚園。学校法人信望愛学園（山口市）の附属施設である。

## 概要
モンテッソーリ教育を取り入れたカトリック（カトリック教会）系幼稚園。亀山公園、ザビエル記念聖堂に隣接。

## 沿革
- 1957年（昭和32年）- 児童福祉施設として発足。
- 1960年（昭和35年）- 山口天使幼稚園創立。
- 1980年（昭和55年）- 学校法人信望愛学園の傘下になる。